# Код Земља
Код Земља (фр. Code Terre) је двадесета пета епизода прве сезоне серије Код Лиоко.

## Опис
Након кратког тренутка, Џереми коначно успева да попуни програм за Аелитину материјализацију. Како би Аелита коначно могла да живи на Земљи, осим тога да стигне до торња у шумском сектору, морају да се припреме; Јумини родитељи се слажу да Аелита живи са њима за време празника када нема школе под образложењем да је она Јумина „пријатељица за дописивање“. Од се постарао да се Аелита упише на академију Кадик као његова рођака из Канаде, док је Џереми фалсификовао пасош и личне податке за Аелиту. Након њене материјализације, коначно ће бити могуће угасити суперкомпјутер.
Након што је све спремно, Лиоко ратници желе да пробају да материјализују Аелиту после часа, али их Џим ухвати, претећи да ће остати овде док му не кажу која је њихова тајна. Господин Делмас долази таман на време и каже Џиму да му је доста његове параноје. Онда се Лиоко ратници извуку.
Касније у фабрици, Џереми виртуелизује Ода, Јуми и Улрика у шумски сектор баш кад је ту стигла Аелита. Када Џереми стави ЦД у суперкомпјутер, он је шокиран што је погрешио; то је само Одов музички видео који се зове „Брејк, брејк, брејк денс!“. Џереми мора да се врати у своју собу да узме прави ЦД, док остали чекају у торњу док се не врати.
Џереми успева да уђе у своју собу и да узме прави ЦД. Међутим, Џим га још једном налази јер је и даље одлучан да открије њихову тајну, гони га и нареди му да стане. При урнебесној јурњави низ степенице, Џереми се саплете и разбија свој чланак, при чему су неки видели несрећу, укључујући и Хајди Клингер. Џереми је одведен у амбуланту, али ту није крај; и он и медицинска сестра су чули разговор Џима и директора Делмаса испред врата, при чему га директор отпушта јер су његова параноична дела довела до повреде.
Џим се осећа кривим због онога што је урадио, али одлучује да иде у амбуланту да се извини Џеремију. Џереми, који је сада у амбуланти, а нема начина да стигне до других у Лиоку, одлучује да каже Џиму истину; каже му да су његове сумње биле с разлогом све време. Нуди да каже господину Делмасу целу ствар, о Лиоку и о фабрици, тако да Џим може да врати свој посао; али под условом да га Џим носи до фабрике. Џим се слаже и тамо води Џеремија пре него што се вратила медицинска сестра.
Док остали чекају у торњу, појављује се мегатенк који сместа по доласку пуца на торањ. Улрик, Јуми и Од излазе да би заштитили торањ, али мегатенк девиртуелизује Јуми и Ода. За то време, Џереми је Џиму објаснио све и објасни Јуми и Оду зашто је овде. Улрик успева да уништи мегатенка, али се појављује још један да би уништио торањ пре него што Аелита може да се материјализује на Земљу. Улрик покушава да заштити торањ од мегатенковог ласера својом катаном колико год може. У међувремену, Џереми учитава програм за Аелитину материјализацију.
Аелита се налази на средини доње платформе и подиже се до средине торња где програм почиње да ради. Улрик, који и даље штити торањ, ускоро је девиртуелизован мегатенковим ласером, а тај ласер такође снажно затресе торањ. Мегатенк и даље напада торањ, а унутар њега, Аелита почиње да се девиртуелизује по први пут. Ксена покушава да је заустави, али је прекасно: Аелита се појављује у једном од скенера. Она отвара очи и види Џеремија, остале Лиоко ратнике и Џима, који је срећно поздрављају и кажу „Добро дошла на Земљу“.

## Емитовање
Епизода је премијерно емитована 18. фебруара 2004. у Француској. У Сједињеним Америчким Државама је емитована 21. маја 2004.